# Tacinskij rajon
Il Tacinskij  rajon (in russo Тацинский район?) è un rajon dell'Oblast' di Rostov, nella Russia europea; istituito nel 1924, ha come capoluogo Tacinskaja e una popolazione di circa 40.000 abitanti.